# Båtsjön, Hälsingland
Båtsjön är en sjö i Ljusdals kommun i Hälsingland och ingår i Ljusnans huvudavrinningsområde. Sjön har en area på 0,094 kvadratkilometer och ligger 313,2 meter över havet. Sjön avvattnas av vattendraget Håvaån (Kroksjöån).

## Delavrinningsområde
Båtsjön ingår i det delavrinningsområde (683437-145644) som SMHI kallar för Inloppet i Storhamrasjön. Medelhöjden är 373 meter över havet och ytan är 7,43 kvadratkilometer. Räknas de 10 avrinningsområdena uppströms in blir den ackumulerade arean 86,47 kvadratkilometer. Håvaån (Kroksjöån) som avvattnar avrinningsområdet har biflödesordning 3, vilket innebär att vattnet flödar genom totalt 3 vattendrag innan det når havet efter 180 kilometer. Avrinningsområdet består mestadels av skog (80 procent). Avrinningsområdet har 0,39 kvadratkilometer vattenytor vilket ger det en sjöprocent på 5,3 procent.